# Sphaeromyxa tripterygii
Sphaeromyxa tripterygii är en djurart som tillhör fylumet Myxozoa, och som beskrevs av Laird 1953. Sphaeromyxa tripterygii ingår i släktet Sphaeromyxa och familjen Sphaeromyxidae. Inga underarter finns listade i Catalogue of Life.